# بين كيش
بين كيش (بالإنجليزية: Ben Kish)‏ هو لاعب كرة قدم أمريكية أمريكي، ولد في 31 مارس 1917 في Tonawanda (town), New York ‏ في الولايات المتحدة، وتوفي في 24 فبراير 1989 في كوتسفيل في الولايات المتحدة.